# 名古屋市交通局2000形電車 (軌道)

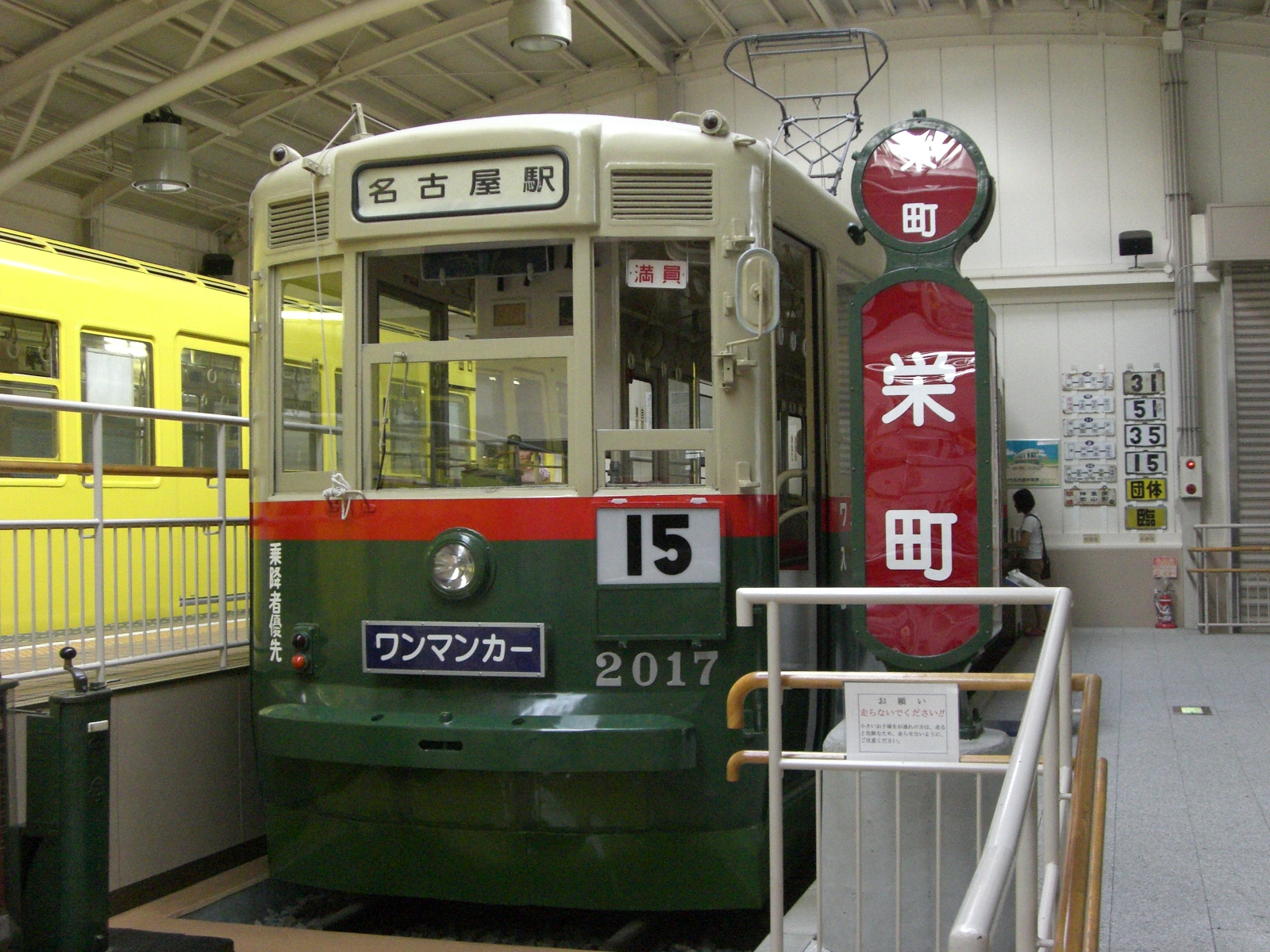
名古屋市交通局2000形電車(2017号）と栄町停車場
（レトロでんしゃ館）

名古屋市交通局2000形電車は、かつて名古屋市交通局が保有していた路面電車車両で、1800形にはじまる名古屋市電の「和製PCCカー」の最終形式であると同時に、戦後の日本の路面電車を代表する形式のひとつでもある。

## 車両概要
1956年12月 - 1958年5月にかけて総数29両が日本車輌製造と輸送機工業で製造された、名古屋市電の中では最後の新形式となる車両である。

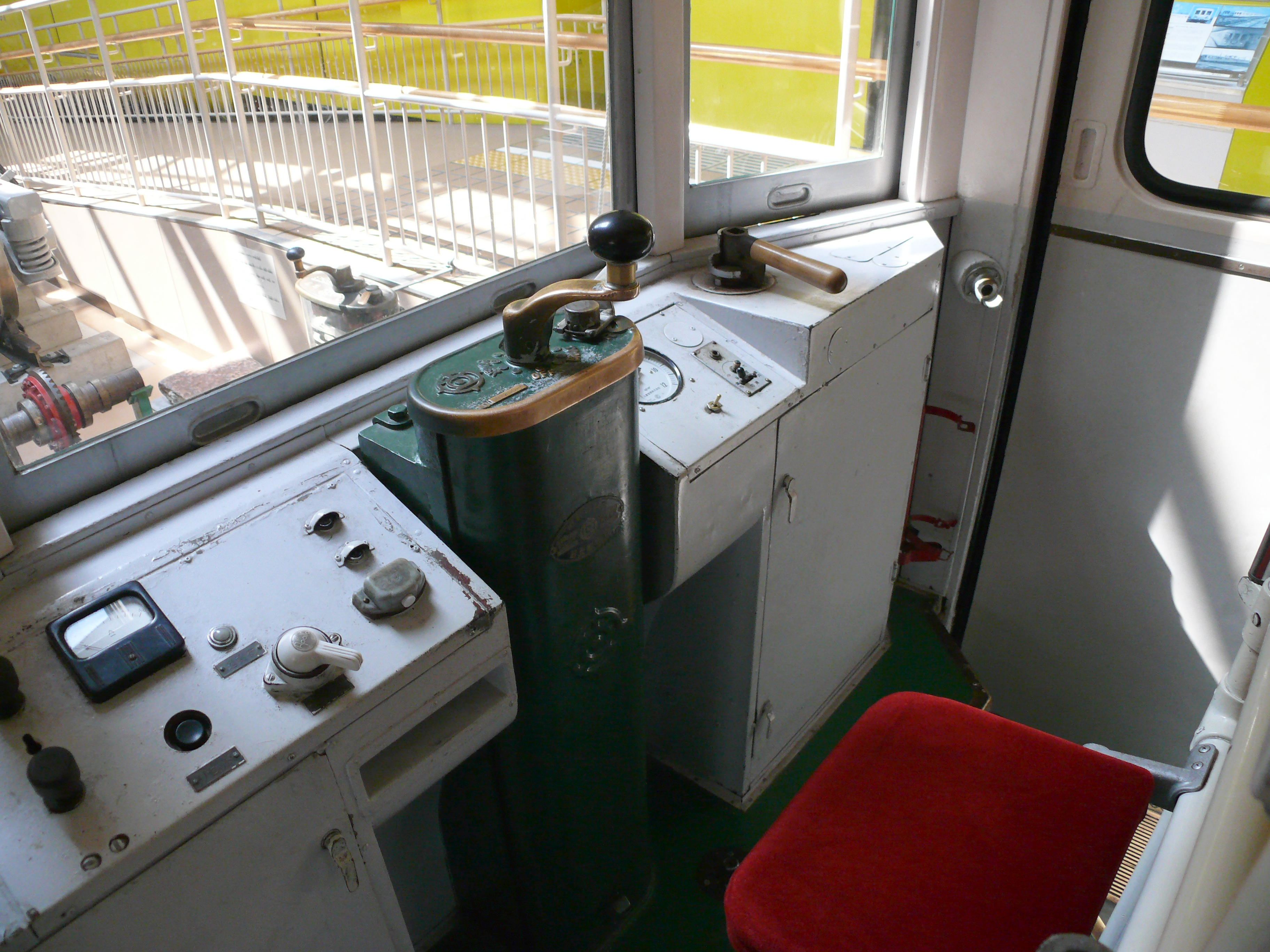
運転席（レトロでんしゃ館）

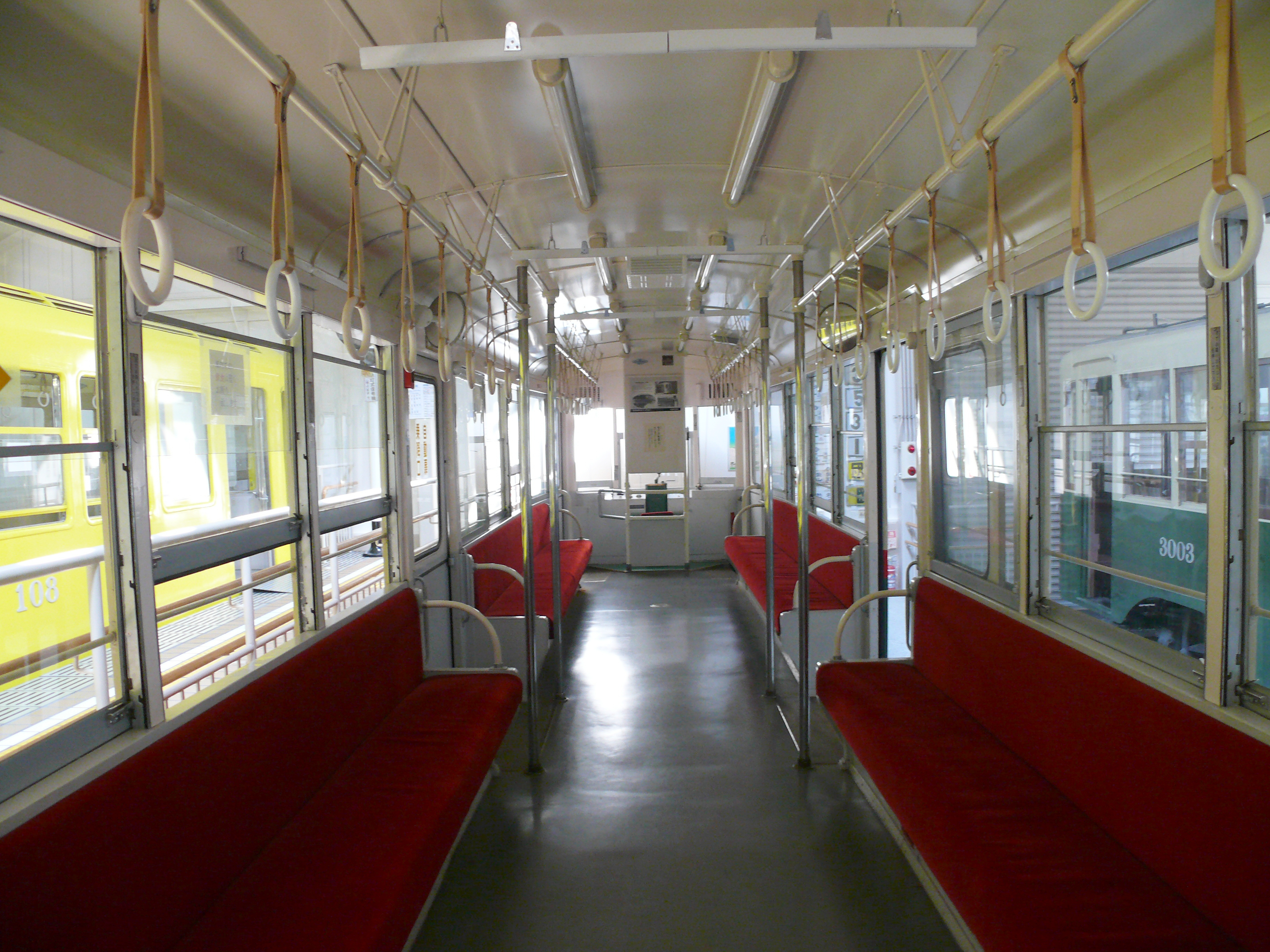
車内（レトロでんしゃ館）

同時期に投入された800形がどちらかというとメーカーが提案・主導して、新機軸を意欲的に採り入れて製造された車両であったのとは異なり、2000形は当時の路面電車車両の最新技術を集大成した、最高級の仕様となっていた。
その車体設計は、従来車両の概念を打ち破る斬新なものとなった。
車体構造は、1900形（1902以降）を引き継いで、床下まで一面をスカートで覆う形となっているが、側面窓配置がD4D4Dと、1900形までとは異なり、運転台直後の小窓が省略された。
従来車両では中央を除く乗降扉は2枚引き戸か折り戸を採用していたが、この車両では全てが1枚引き戸となったことから、従来小窓があった部分までドアを拡大したためである。
側面窓も全面的に大型化されただけでなく、上段窓下部がサッシュレスとなり、下段窓上部のアルミ枠が細かったことから、同じような窓構造を採用したモハ71001同様、遠くから見ると一枚窓のように見え、集光性が大きく増した。前面は1800形以降の新車同様、方向幕の左右に通風器のルーバーがついたオーソドックスな3枚窓であるが、2000形では中央の運転台窓と行先方向幕を大型化したことや本形式で本格採用された行灯式系統板とあいまって精悍なフロントマスクを形作り、側面の印象と併せると近代的で軽快な車両に仕上がった。塗色は、名古屋市電標準の上半クリーム、下半グリーンのツートンカラーであるが、1962年ごろまでは1900形と同様に裾の部分がダークグリーンに塗り分けられていて、スリートーンになっていた。
また、集電装置にもそれまでのピューゲルに代わってZパンタを採用している。
その他に新機構が取り入れられた点としては、運転台機器を全面カバーで覆うようにしたことや、空気ブレーキにブレーキシューでなく電機子軸を外締め式のブレーキドラムで締める方式を採用したことなどがある。
電装品は1900形の装備品を改良したものを搭載しているが、同形式と共に、「PCCカー（無音電車）」の設計を取り入れたものでもあった。また、ヘッドライトやテールライトに自動車用の部品を採用し、コストダウンを図っている。台車は、コイルばねの日車NS6、日立KL-8、KL-8Aを履いているが、2002のみは1957年に空気ばねの日立KL10に換装された。

## 運用
2000形は全車浄心車庫に配置され、メインルートの栄町線（広小路線）を走る11号系統（浄心町～名古屋駅前～笹島町～栄町（1966年以降栄に改称）～覚王山）をはじめ、循環系統の3号系統（名古屋駅前～六反小学校前～鶴舞公園～平田町～菊井町～名古屋駅前）や10号系統（秩父通～柳橋～八熊通～船方～熱田駅前）など、浄心車庫所属の各系統で使用された。後年、浄心車庫担当路線の廃止が相次ぐと、高辻車庫担当の30号系統（名古屋駅前～六反小学校前～鶴舞公園～高辻～堀田駅前）、35号系統（名古屋駅前～六反小学校前～鶴舞公園～高辻～桜山町～新瑞橋）の運用が浄心車庫に移管され、2000形が専属運用されるようになった。
所属車庫の浄心車庫が名古屋駅に一番近いことから、必然的に名古屋駅前起終点の系統に多く投入されたため、名古屋駅前ではいつでも姿を見ることができた車両でもあった。

## ワンマン化から廃車まで
2000形の投入によって、名古屋市電に残存していた単車は駆逐された。栄町線では稲葉地車庫所属の1800形と、上江川線・下江川線では港車庫所属の800形と並走し、都心部の栄では800形や沢上車庫所属の1900形とクロスするなど、名古屋市電が誇る最新鋭の車両群と競演を重ねた。その後、1964年からモーターをはじめとした電気部品の冷却効果を高めるために前面バンパー下にスリットを入れる改造を行い、1966年～1968年にかけてワンマン改造を実施した。その際、前面ナンバー部分にワンマンカー表示灯を設置したため、ナンバーの文字を小型化したうえで系統板の下に移設している。
名古屋市電廃止の過程では、前述のように他車庫所属の路線を浄心車庫担当に変更して極力2000形を有効活用しようとしたが、1971年11月の熱田駅前～西稲永間廃止に伴う運用見直しによって、2001,2002,2029の3両が2000系初の廃車となり、残り26両も1972年3月1日の浄心車庫の廃止に伴い、他車庫に転属することなく全車が廃車となった。廃車後、民間に払い下げられた車両があったほか、2029が地下鉄東山線藤が丘駅近くにある藤が丘工場の正門脇にあった名古屋市電展示場に保存されたが、屋外展示による老朽化のため解体されてしまった。しかし、その後守山区の幼稚園に払い下げられていた2017が再度交通局に引き取られたうえで再整備され、現在では日進市の赤池駅近くにある「名古屋市市電・地下鉄保存館（レトロでんしゃ館）」で保存展示されている。

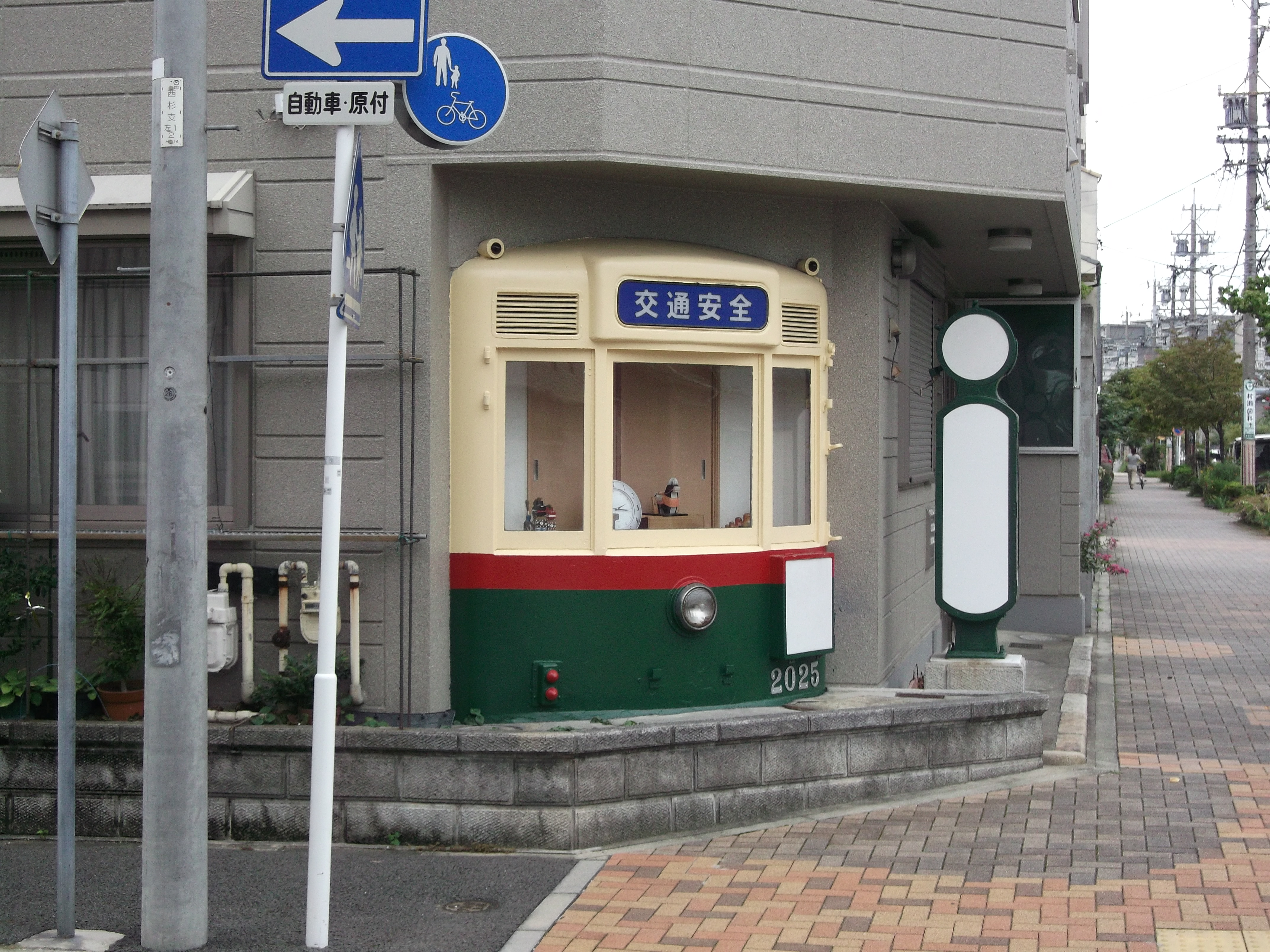
名古屋市北区清水（2014年9月）

なおヘッド部分のみではあるが、名古屋市北区清水にある元旅行代理店に2025が保存展示されている。そばにある国道41号には、かつて清水口延長線があり、そこで同車両が走っていたからである。

## 諸元
- 車長：12730mm
- 車幅：2404.6mm
- 車高：3850mm
- 自重：16.0t
- 台車：NS6型(2001)、KL10型（2002、当初はKL-8）、KL-8(2003~2024)、KL-8A(2025~2029)
- 電動機：30kw×4
- 定員：130名
- 製造：2001-2017及び2022-2027は日本車輌製造、2018-2021と2028,2029は輸送機工業